# Hongkong ePrix 2016
Der Hongkong ePrix 2016 (offiziell: 2016 FIA Formula E HKT Hong Kong ePrix) fand am 9. Oktober auf dem Hong Kong Central Harbourfront Circuit in Hongkong statt und war das erste Rennen der FIA-Formel-E-Meisterschaft 2016/17. Es handelte sich um den ersten Hongkong ePrix.

## Bericht

### Hintergrund
Der Hongkong ePrix 2016 war das erste Rennen der FIA-Formel-E-Meisterschaft, das ausschließlich an einem Sonntag stattfand. Zuvor fanden die Rennen ausschließlich an Samstagen oder als Double-Header an Samstagen und Sonntagen statt. Die Teams verwendeten erstmals den neuen Frontflügel, dessen Optik futuristischer wirken und das Fahrzeugdesign optisch somit noch weiter von anderen Formel-Fahrzeugen abheben sollte. Außerdem wurde die Maximalleistung bei der Rekuperation wird von 100 auf 150 Kilowatt erhöht, wodurch den Fahrern im Rennen mehr Energie zur Verfügung stand. Dies sollte ein deutlich höheres Tempo im Rennbetrieb ermöglichen.
Adam Carroll, Maro Engel, Mitch Evans, José María López und Felix Rosenqvist debütierten bei diesem ePrix in der FIA-Formel-E-Meisterschaft, genau wie Jaguar Racing und Techeetah. António Félix da Costa und Jean-Éric Vergne fuhren erstmals für ihre neuen Teams.
Sébastien Buemi, Lucas di Grassi und López erhielten einen sogenannten FanBoost, sie durften die Leistung ihres zweiten Fahrzeugs einmal auf bis zu 200 kW erhöhen und so bis zu 100 Kilojoule Energie zusätzlich verwenden.

### Training
Di Grassi war im ersten freien Training mit einer Rundenzeit von 1:02,381 Minuten Schnellster vor Buemi und Daniel Abt.
Im zweiten freien Training war Vergne mit einer Rundenzeit von 1:02,350 Minuten Schnellster vor Nicolas Prost und Sam Bird.

### Qualifying
Das Qualifying begann um 12:00 Uhr und fand in vier Gruppen zu je fünf Fahrern statt, jede Gruppe hatte sechs Minuten Zeit, in der die Piloten maximal eine gezeitete Runde mit einer Leistung 170 kW und anschließend maximal eine gezeitete Runde mit einer Leistung von 200 kW fahren durften. Die Rennleitung entschied sich vor dem Qualifying dazu, die Curbs in einer Schikane zu entfernen, dies sorgte für mehrere Unfälle und Beschwerden zahlreicher Piloten. Di Grassi, Robin Frijns und Qinghua Ma schlugen in dieser Schikane in die Streckenbegrenzung ein, nach dem Unfall von Frijns musste das Qualifying für rund 30 Minuten unterbrochen werden.
Nelson Piquet qr. war mit einer Rundenzeit von 1:03,099 Minuten Schnellster vor Oliver Turvey und López. Das anschließend geplante Superpole genannten Einzelzeitfahren um die ersten fünf Positionen wurde wegen der zeitlichen Verzögerung durch den Unfall von Frijns abgesagt, somit erhielt Piquet die drei Punkte für die Pole-Position.
Loïc Duval, der sich für den achten Startplatz qualifiziert hatte, wurde um drei Positionen nach hinten versetzt, da er beim Shakedown am Vortag bei roten Flaggen zu schnell gefahren war. Die gleiche Strafe erhielt Carroll, er war im freien Training bei roten Flaggen zu schnell gefahren.

### Rennen
Das Rennen ging über 46 Runden.
Beim Start blieben die Positionen an der Spitze zunächst unverändert. In der engen ersten Kurve bildete sich auf der Innenseite der Fahrbahn ein Rückstau, so dass Nick Heidfeld und Duval auf der Außenbahn mehrere Fahrzeuge überholten. Ausgangs der Kurve überholte Bird seinen Teamkollegen López, dabei kam es zu einer Berührung der Fahrzeuge. Während Bird problemlos weiterfahren konnte, berührte López anschließend die Streckenbegrenzung und beschädigte sich dabei sein Fahrzeug. Buemi nutzte die Situation aus und überholte López noch vor Kurve zwei. Beim Anbremsen von Kurve zwei fuhr zunächst Félix da Costa auf Abt auf. Der dahinter fahrende Prost musste stark abbremsen, so dass Ma Qinghua auf ihn auffuhr, auf den wiederum di Grassi auffuhr. Für Qinghua war das Rennen mit einem Bruch der vorderen Radaufhängung bereits beendet.
In der zweiten Runde gingen Heidfeld, Rosenqvist und Duval an López vorbei, außerdem zeigte die Rennleitung die Spiegelei-Flagge für Abt, da sich nach der Kollision in der ersten Runde an seinem Fahrzeug der Heckflügel gelöst hatte. Er fuhr zur Reparatur in die Box und verlor damit zwei Runden, bis sein Team ihn ohne Heckflügel wieder auf die Strecke schickte.
López verlor schnell weitere Positionen und lag in der fünften Runde nur noch auf dem zwölften Platz. Gleichzeitig wurde auch di Grassi die Spiegelei-Flagge gezeigt, da sein Frontflügel beschädigt war und die Rennleitung befürchtete, dass di Grassi Teile des Frontflügels verlieren könne. In der sechsten Runde überholte Bird Turvey, der eine Runde später auch Buemi passieren lassen musste. Di Grassi kam in der achten Runde zum Reparaturstopp an die Box, er verlor jedoch deutlich weniger Zeit als Abt und lag noch in einer Runde mit den Führenden. Eine Runde später kam Vergne mit technischen Problemen an die Box, er wechselte sein Fahrzeug. Da die Distanz bis zum Ende des Rennens zu groß war, um mit einem Fahrzeug durchfahren zu können, konzentrierte er sich auf das Erzielen der schnellsten Runde, was ihm in Runde 16 zunächst auch gelang.
In Runde 14 drehte sich Rosenqvist und schlug in die Streckenbegrenzung ein. Er fuhr mit seinem beschädigten Fahrzeug in die Box und stieg in sein zweites Fahrzeug. In Runde 17 schlug López, der unmittelbar vor dem Führenden Piquet fuhr, nach einem Aufhängungsbruch ebenfalls in die Streckenbegrenzung ein. Piquet musste stark abbremsen, um eine Kollision mit dem Fahrzeug von López zu vermeiden, und prallte ebenfalls gegen die Streckenbegrenzung. Im Gegensatz zu López, der ausschied, beschädigte er sein Fahrzeug dabei jedoch nicht, so dass er, nun auf Platz drei liegend, weiterfahren konnte. Die Rennleitung schickte zur Bergung des Fahrzeugs von López das Safety Car auf die Strecke.
Abt und di Grassi nutzten die Safety-Car-Phase in Runde 18 zum Fahrzeugwechsel. Da sich die Bergung des Wracks verzögerte, fuhren in Runde 20 auch Buemi, Heidfeld, Duval, Turvey, Prost und Jérôme D’Ambrosio zum Fahrzeugwechsel. Sie alle fielen hinter di Grassi, der nun auf Platz neun lag, zurück. Das Rennen wurde am Ende von Runde 21 wieder freigegeben. Piquet fuhr sofort zum Fahrzeugwechsel und fiel auf Rang 15 zurück. Buemi überholte di Grassi und lag somit nun auf dem achten Platz.
In Runde 24 kamen mit Félix da Costa, Engel und Stéphane Sarrazin die nächsten Piloten zum Fahrzeugwechsel an die Box, eine Runde später Bird, Carroll und Evans. Bird und Evans konnten wegen technischen Problemen mit ihrem zweiten Fahrzeug nicht losfahren. Bird fiel somit eine Runde zurück, Evans musste das Rennen sogar ganz aufgeben. Der letzte Fahrer, der seinen Boliden wechselte, war Frijns in Runde 26.
Nach den Boxenstopps führte Buemi vor di Grassi, Heidfeld, Prost, Turvey, D’Ambrosio, Duval, Félix da Costa, Piquet und Engel.
Frijns, der wegen seines späten Fahrzeugwechsels deutlich mehr Energie zur Verfügung hatte, überholte Engel in Runde 30. Duval litt unter Bremsproblemen, er verlor nach und nach immer mehr Positionen. Vergne gab das Rennen in Runde 34 auf, die Batterie an seinem zweiten Fahrzeug war leer. Frijns überholte in Runde 37 auch Piquet und lag nun hinter Félix da Costa. Beide schlossen schnell auf D’Ambrosio und Turvey auf und überholten beide kurz nacheinander. An der Spitze blieben die Positionen derweil unverändert, alle Fahrer hatten hier mindestens zwei Sekunden Abstand zueinander, so dass es keine Positionskämpfe gab.
Buemi gewann vor di Grassi und Heidfeld. Die restlichen Punkteplatzierungen belegten Prost, Félix da Costa, Frijns, D’Ambrosio, Turvey, Engel und Sarrazin. Der Punkt für die schnellste Rennrunde ging an Rosenqvist.

## Meldeliste
Alle Teams und Fahrer verwendeten Reifen von Michelin.
| Team                            | Fahrzeug            | Nr. | Fahrer                 |
| ------------------------------- | ------------------- | --- | ---------------------- |
| Renault e.dams                  | Renault Z.E.16      | 08  | Nicolas Prost          |
| Renault e.dams                  | Renault Z.E.16      | 09  | Sébastien Buemi        |
| ABT Schaeffler Audi Sport       | ABT Schaeffler FE02 | 11  | Lucas di Grassi        |
| ABT Schaeffler Audi Sport       | ABT Schaeffler FE02 | 66  | Daniel Abt             |
| DS Virgin Racing Formula E Team | Virgin DSV-02       | 02  | Sam Bird               |
| DS Virgin Racing Formula E Team | Virgin DSV-02       | 37  | José María López       |
| Faraday Future Dragon Racing    | Penske 701-EV       | 06  | Loïc Duval             |
| Faraday Future Dragon Racing    | Penske 701-EV       | 07  | Jérôme D’Ambrosio      |
| Mahindra Racing Formula E Team  | Mahindra M3ELECTRO  | 19  | Felix Rosenqvist       |
| Mahindra Racing Formula E Team  | Mahindra M3ELECTRO  | 23  | Nick Heidfeld          |
| Venturi Formula E Team          | Venturi VM200-FE-02 | 04  | Stéphane Sarrazin      |
| Venturi Formula E Team          | Venturi VM200-FE-02 | 05  | Maro Engel             |
| Andretti Formula E              | Andretti ATEC-02    | 27  | Robin Frijns           |
| Andretti Formula E              | Andretti ATEC-02    | 28  | António Félix da Costa |
| Techeetah                       | Renault Z.E.16      | 25  | Jean-Éric Vergne       |
| Techeetah                       | Renault Z.E.16      | 33  | Ma Qinghua             |
| NextEV NIO                      | NextEV 700R         | 03  | Nelson Piquet jr.      |
| NextEV NIO                      | NextEV 700R         | 88  | Oliver Turvey          |
| Panasonic Jaguar Racing         | Jaguar I-Type 1     | 20  | Mitch Evans            |
| Panasonic Jaguar Racing         | Jaguar I-Type 1     | 47  | Adam Carroll           |

## Klassifikationen

### Qualifying
| Pos.                                                                   | Fahrer                 | Team                            | Zeit     | Superpole | Start |
| ---------------------------------------------------------------------- | ---------------------- | ------------------------------- | -------- | --------- | ----- |
| 01                                                                     | Nelson Piquet jr.      | NextEV NIO                      | 1:03,099 | –         | 01    |
| 02                                                                     | Oliver Turvey          | NextEV NIO                      | 1:03,231 | –         | 02    |
| 03                                                                     | José María López       | DS Virgin Racing Formula E Team | 1:03,251 | –         | 03    |
| 04                                                                     | Sam Bird               | DS Virgin Racing Formula E Team | 1:03,258 | –         | 04    |
| 05                                                                     | Sébastien Buemi        | Renault e.dams                  | 1:03,317 | –         | 05    |
| 06                                                                     | Felix Rosenqvist       | Mahindra Racing Formula E Team  | 1:03,332 | –         | 06    |
| 07                                                                     | Daniel Abt             | ABT Schaeffler Audi Sport       | 1:03,615 | –         | 07    |
| 08                                                                     | Loïc Duval             | Faraday Future Dragon Racing    | 1:03,637 | –         | 11    |
| 09                                                                     | Jean-Éric Vergne       | Techeetah                       | 1:03,750 | –         | 08    |
| 10                                                                     | Nicolas Prost          | Renault e.dams                  | 1:03,759 | –         | 09    |
| 11                                                                     | Nick Heidfeld          | Mahindra Racing Formula E Team  | 1:03,848 | –         | 10    |
| 12                                                                     | Maro Engel             | Venturi Formula E Team          | 1:03,915 | –         | 12    |
| 13                                                                     | António Félix da Costa | Andretti Formula E              | 1:04,057 | –         | 13    |
| 14                                                                     | Adam Carroll           | Panasonic Jaguar Racing         | 1:04,428 | –         | 17    |
| 15                                                                     | Stéphane Sarrazin      | Venturi Formula E Team          | 1:04,520 | –         | 14    |
| 16                                                                     | Mitch Evans            | Panasonic Jaguar Racing         | 1:04,588 | –         | 15    |
| 17                                                                     | Ma Qinghua             | Techeetah                       | 1:04,740 | –         | 16    |
| 18                                                                     | Jérôme D’Ambrosio      | Faraday Future Dragon Racing    | 1:05,166 | –         | 18    |
| 19                                                                     | Lucas di Grassi        | ABT Schaeffler Audi Sport       | 1:08,094 | –         | 19    |
| 110-Prozent-Zeit: 1:09,409 min (bezogen auf Bestzeit von 1:03,099 min) |                        |                                 |          |           |       |
| 20                                                                     | Robin Frijns           | Andretti Formula E              | 1:10,407 | –         | 20    |

Anmerkungen
1. ↑  Duval wurde um drei Plätze nach hinten versetzt, da er beim Shakedown am Tag vor dem Rennen bei roten Flaggen zu schnell gefahren war.
2. ↑  Carroll wurde um drei Plätze nach hinten versetzt, da er im freien Training bei roten Flaggen zu schnell gefahren war.

### Rennen
| Pos. | Fahrer                 | Team                            | Runden | Zeit       | Start | Schnellste Runde |
| ---- | ---------------------- | ------------------------------- | ------ | ---------- | ----- | ---------------- |
| 01   | Sébastien Buemi        | Renault e.dams                  | 45     | 53:13,298  | 05    | 1:04,256 (12.)   |
| 02   | Lucas di Grassi        | ABT Schaeffler Audi Sport       | 45     | + 2,477    | 19    | 1:03,648 (10.)   |
| 03   | Nick Heidfeld          | Mahindra Racing Formula E Team  | 45     | + 5,522    | 10    | 1:05,085 (05.)   |
| 04   | Nicolas Prost          | Renault e.dams                  | 45     | + 7,360    | 09    | 1:04,683 (06.)   |
| 05   | António Félix da Costa | Andretti Formula E              | 45     | + 17,987   | 13    | 1:04,342 (30.)   |
| 06   | Robin Frijns           | Andretti Formula E              | 45     | + 21,161   | 20    | 1:04,143 (32.)   |
| 07   | Jérôme D’Ambrosio      | Faraday Future Dragon Racing    | 45     | + 28,443   | 18    | 1:05,559 (07.)   |
| 08   | Oliver Turvey          | NextEV NIO                      | 45     | + 30,355   | 02    | 1:05,344 (05.)   |
| 09   | Maro Engel             | Venturi Formula E Team          | 45     | + 30,898   | 12    | 1:04,390 (33.)   |
| 10   | Stéphane Sarrazin      | Venturi Formula E Team          | 45     | + 31,734   | 14    | 1:04,289 (32.)   |
| 11   | Nelson Piquet jr.      | NextEV NIO                      | 45     | + 35,256   | 01    | 1:04,267 (11.)   |
| 12   | Adam Carroll           | Panasonic Jaguar Racing         | 45     | + 43,839   | 17    | 1:04,732 (33.)   |
| 13   | Sam Bird               | DS Virgin Racing Formula E Team | 45     | + 48,058   | 04    | 1:03,372 (41.)   |
| 14   | Loïc Duval             | Faraday Future Dragon Racing    | 43     | + 2 Runden | 11    | 1:04,712 (40.)   |
| 15   | Felix Rosenqvist       | Mahindra Racing Formula E Team  | 43     | + 2 Runden | 06    | 1:02,947 (36.)   |
| —    | Daniel Abt             | ABT Schaeffler Audi Sport       | 34     | DNF        | 07    | 1:03,263 (25.)   |
| —    | Jean-Éric Vergne       | Techeetah                       | 31     | DNF        | 08    | 1:03,078 (28.)   |
| —    | Mitch Evans            | Panasonic Jaguar Racing         | 24     | DNF        | 15    | 1:05,474 (10.)   |
| —    | José María López       | DS Virgin Racing Formula E Team | 15     | DNF        | 03    | 1:05,344 (11.)   |
| —    | Ma Qinghua             | Techeetah                       | 01     | DNF        | 16    | –                |

## Meisterschaftsstände nach dem Rennen
Die ersten zehn des Rennens bekamen 25, 18, 15, 12, 10, 8, 6, 4, 2 bzw. 1 Punkt(e). Zusätzlich gab es drei Punkte für die Pole-Position und einen Punkt für die schnellste Rennrunde.

### Fahrerwertung
| Pos. | Fahrer                 | Team                           | Punkte |
| ---- | ---------------------- | ------------------------------ | ------ |
| 01   | Sébastien Buemi        | Renault e.dams                 | 25     |
| 02   | Lucas di Grassi        | ABT Schaeffler Audi Sport      | 18     |
| 03   | Nick Heidfeld          | Mahindra Racing Formula E Team | 15     |
| 04   | Nicolas Prost          | Renault e.dams                 | 12     |
| 05   | António Félix da Costa | Andretti Formula E             | 10     |
| 06   | Robin Frijns           | Andretti Formula E             | 8      |
| 07   | Jérôme D’Ambrosio      | Faraday Future Dragon Racing   | 6      |
| 08   | Oliver Turvey          | NextEV NIO                     | 4      |
| 09   | Nelson Piquet jr.      | NextEV NIO                     | 3      |
| 10   | Maro Engel             | Venturi Formula E Team         | 2      |

| Pos. | Fahrer            | Team                            | Punkte |
| ---- | ----------------- | ------------------------------- | ------ |
| 11   | Stéphane Sarrazin | Venturi Formula E Team          | 1      |
| 12   | Felix Rosenqvist  | Mahindra Racing Formula E Team  | 1      |
| 13   | Adam Carroll      | Panasonic Jaguar Racing         | 0      |
| 14   | Sam Bird          | DS Virgin Racing Formula E Team | 0      |
| 15   | Loïc Duval        | Faraday Future Dragon Racing    | 0      |
| 16   | Daniel Abt        | ABT Schaeffler Audi Sport       | 0      |
| 17   | Jean-Éric Vergne  | Techeetah                       | 0      |
| 18   | Mitch Evans       | Panasonic Jaguar Racing         | 0      |
| 19   | José María López  | DS Virgin Racing Formula E Team | 0      |
| 20   | Qinghua Ma        | Techeetah                       | 0      |

### Teamwertung
| Pos. | Team                           | Punkte |
| ---- | ------------------------------ | ------ |
| 01   | Renault e.dams                 | 37     |
| 02   | ABT Schaeffler Audi Sport      | 18     |
| 03   | Andretti Formula E             | 18     |
| 04   | Mahindra Racing Formula E Team | 16     |
| 05   | NextEV NIO                     | 7      |

| Pos. | Team                            | Punkte |
| ---- | ------------------------------- | ------ |
| 06   | Faraday Future Dragon Racing    | 6      |
| 07   | Venturi Formula E Team          | 3      |
| 08   | Panasonic Jaguar Racing         | 0      |
| 09   | DS Virgin Racing Formula E Team | 0      |
| 10   | Techeetah                       | 0      |